# Діер-Лодж (Монтана)
Діер-Лодж (англ. Deer Lodge) — місто (англ. city) в США, в окрузі Повелл штату Монтана. Населення — 2938 осіб (2020).

## Географія
Діер-Лодж розташований за координатами 46°23′51″ пн. ш. 112°43′59″ зх. д. / 46.39750° пн. ш. 112.73306° зх. д. (46.397618, -112.732934).  За даними Бюро перепису населення США в 2010 році місто мало площу 3,73 км², уся площа — суходіл.

## Демографія
Згідно з переписом 2010 року, у місті мешкало 3111 особа в 1386 домогосподарствах у складі 847 родин. Густота населення становила 834 особи/км².  Було 1549 помешкань (415/км²).
Расовий склад населення:
| - 96,8 % — білих - 0,8 % — корінних американців - 0,6 % — чорних або афроамериканців - 0,6 % — азіатів |

До двох чи більше рас належало 1,1 %. Частка іспаномовних становила 1,2 % від усіх жителів.
За віковим діапазоном населення розподілялося таким чином: 22,3 % — особи молодші 18 років, 56,9 % — особи у віці 18—64 років, 20,8 % — особи у віці 65 років та старші. Медіана віку мешканця становила 45,7 року. На 100 осіб жіночої статі у місті припадало 98,7 чоловіків;  на 100 жінок у віці від 18 років та старших — 93,5 чоловіків також старших 18 років.
Середній дохід на одне домашнє господарство  становив 48 006 доларів США (медіана — 37 934), а середній дохід на одну сім'ю — 55 426 доларів (медіана — 43 175). Медіана доходів становила 37 051 долар для чоловіків та 26 791 долар для жінок. За межею бідності перебувало 16,0 % осіб, у тому числі 36,5 % дітей у віці до 18 років та 5,0 % осіб у віці 65 років та старших.
Цивільне працевлаштоване населення становило 1359 осіб. Основні галузі зайнятості: освіта, охорона здоров'я та соціальна допомога — 18,0 %, публічна адміністрація — 17,5 %, мистецтво, розваги та відпочинок — 16,4 %.

## Персоналії
- Джин Паркер (1915—2005) — американська акторка.